# Tito Tarquinio

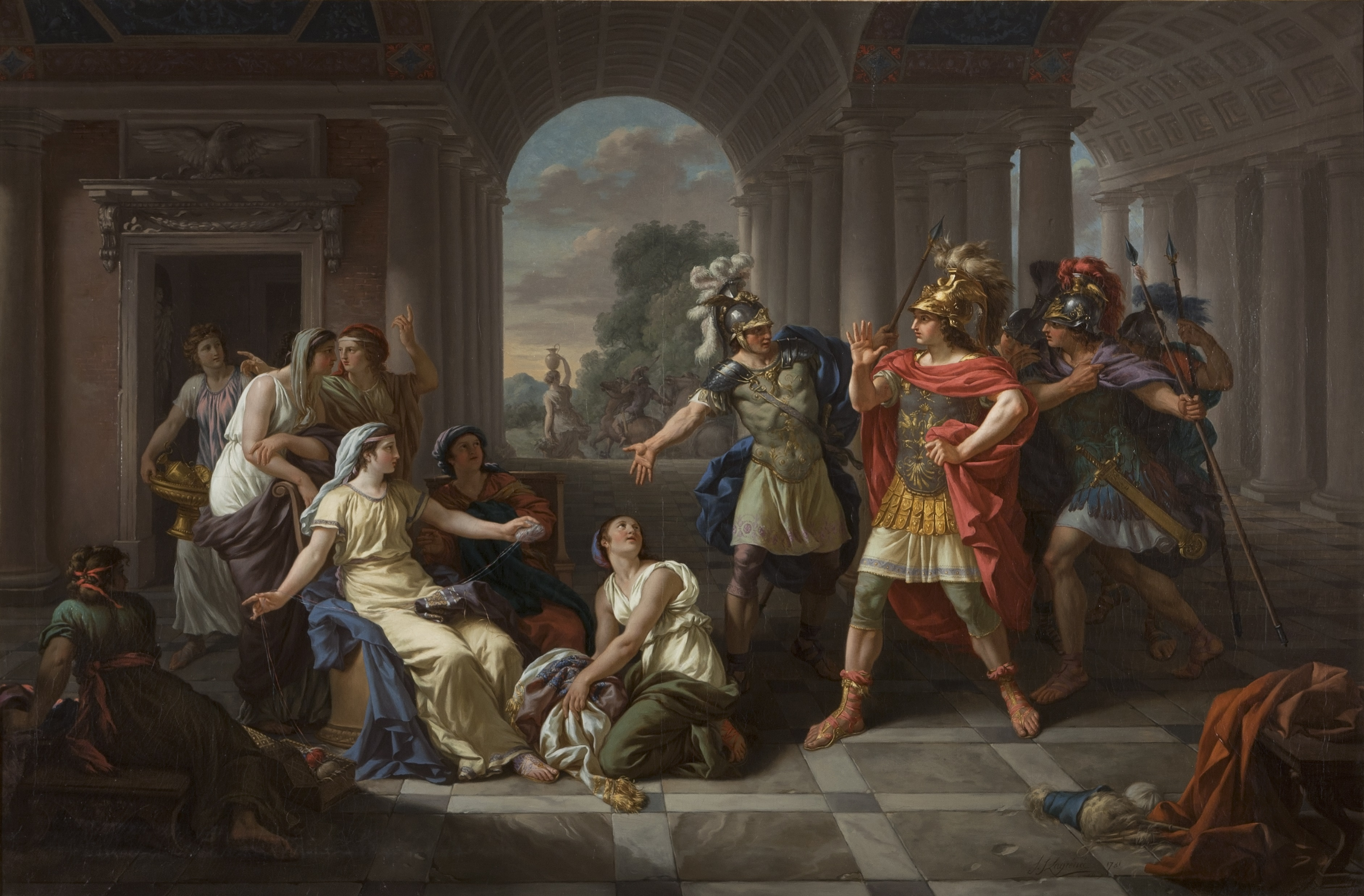
Los hijos de Tarquinio admirando la virtud de Lucrecia, de Jean-Jacques Lagrenée, 1781

Tito Tarquinio (en latín, Titus Tarquinius) fue un militar romano, hijo primogénito del último rey de Roma, Tarquinio el Soberbio, y de su segunda mujer Tulia Menor. Sus otros dos hermanos fueron Arrunte Tarquinio y Sexto Tarquinio.

## Biografía
Tito, con su hermano menor Arrunte y su primo Lucio Junio Bruto, fue protagonista del peregrinaje al oráculo de Delfos. Los dos hermanos consultaron al oráculo quién sería el próximo gobernante de Roma y el oráculo respondió que la primera persona que besara a su madre se convertiría en rey. Sólo Bruto interpretó correctamente la respuesta del oráculo, la madre en su máxima expresión era la madre tierra, por lo que al regresar a Roma fingió tropezar y besó el suelo.
Cuando los Tarquinios fueron expulsados de Roma, y Bruto fue elegido cónsul, Tito, con su hermano Arrunte, se refugió en Caere.
Tito combatió contra el ejército romano en la batalla del Lago Regilo del año 496 a. C en el último intento de restaurar a los Tarquinios en el trono de Roma. Durante la batalla, Marco Valerio Voluso en un intento de matar a Tito, fue asesinado por la guardia personal del príncipe.